# Apophylia sprecherae
Apophylia sprecherae là một loài bọ cánh cứng trong họ Chrysomelidae. Loài này được Bezdek miêu tả khoa học năm 2003.